# AO-63
AO-63は、ソビエト連邦で開発された試作水平二銃身式フルオートマチックアサルトライフルである。

## 開発
1978年、それまでの主力小銃であるAK-74を上回る性能を持つ新型小銃開発計画である「アバカン計画」が開始された。AO-63は、S・G・シモノフとP・A・トカチョフによって設計され、TsNIITochMashで試作され、1986年に完成した。
AO-63は、ニコノフが設計したASの他、en:TKB-059・AO-222・AEK-971などの試作小銃と共に、スペツナズで試験運用された。しかし、ASの改良品であるASMが最も良好な成績を残したため、AO-63は不採用となった。なお、計画ではASMが選出されAN-94として採用された。計画名の「アバカン」は、そのままAN-94の愛称となって現在に至る。

## 設計
先述のとおり、銃身は2門あり、横方向に並べられている。この2門の銃身から射撃することで、2発バースト時のみ毎分6,000発という、他のアサルトライフルを凌ぐ驚異的な連射能力を有する。弾倉やアタッチメントはAK-74と共用であることが求められたが、弾倉はAK-74と異なる専用弾倉が用いられた。